# Ковраджу
Ковраджу (рум. Covragiu) — село у повіті Хунедоара в Румунії. Входить до складу комуни Бретя-Ромине.
Село розташоване на відстані 275 км на північний захід від Бухареста, 29 км на південь від Деви, 135 км на південь від Клуж-Напоки, 139 км на схід від Тімішоари.

## Населення
За даними перепису населення 2002 року у селі проживали 172 особи, з них 171 особа (99,4%) румунів. Рідною мовою 171 особа (99,4%) назвала румунську.